# الولع بالأشجار

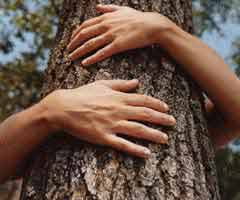

الولع بالأشجار أو ديندروفيليا (بالإنجليزية: Dendrophilia)‏ تعني حرفيا «حب الأشجار». يشير المصطلح أحيانا إلى نوع من البارافيليا حيث ينجذب الناس جنسيا أو يثارون جنسيا بالأشجار.